# Faber (ofici)
Faber era, a l'antiga Roma, el treballador encarregat de fabricar o buscar algun tipus de material, per exemple els fusters, ferrers, etc. El lloc on treballaven s'anomenava fabrica. Plutarc diu que els diferents oficis estaven dividits en nou collegiums, divisió que havia fet Numa Pompili. Ciceró diu que en temps de Servi Tul·li els fabri tignarii (fusters) i els fabri ferrarii (ferrers) estaven organitzats en centúries.
A l'exèrcit els fabri formaven un cos d'artesans i treballadors i estaven sota el comandant d'un magistrat militar anomenat praefectus fabrum, dels que es creu que n'hi havia un per cada legió romana, però cap inscripció associa un prefecte amb una legió determinada. El faber, a més de reparar les armes i les armadures danyades i construir i mantenir en bon ordre el material de setge, dirigia la construcció de ponts i supervisava les operacions per enderrocar les muralles. El praefectus fabrum havia de ser una persona de la màxima confiança del general.
També uns magistrats menors civils als municipis romans, s'anomenaven prafecti fabrum, les funcions dels quals no es coneixen amb exactitud.